# Fernando Novais
Fernando Antônio Novais (Guararema, 1933) é um historiador, pesquisador, professor universitário e escritor brasileiro. É Professor emérito da Universidade de São Paulo (USP) e professor aposentado da Universidade de Campinas.

## Biografia
Fernando nasceu em Guararema, cidade do interior de São Paulo, em 1933. Seu pai, diretor de escola, foi removido para a cidade de Colina, onde Fernando viveu até os sete anos. Em seguida, a família se mudou para São José do Rio Preto. Com 15 anos, Fernando se mudou para a capital paulista, estudando o antigo curso clássico no Colégio Roosevelt. Apreciador dos livros e da área de humanas, foi muito inspirado por sua professora de história a seguir carreira na área.
Em 1958 graduou-se em História pela Faculdade de Filosofia, Letras e Ciências Humanas (FFLCH). Em seu curso de história, sua maior influência veio do professor Eduardo d'Oliveira França, que se tornaria seu orientador no doutorado.
Pela mesma instituição, no ano de 1961, começou o que seria sua tese de doutorado, Portugal e Brasil na crise do Antigo Sistema Colonial (1777-1808), defendida em 1973, obra que se tornou referência em estudos da área.

## Carreira
Novais assumiu a cátedra de história moderna e contemporânea, e lecionou na Faculdade de Filosofia, Letras e Ciências Humanas da USP entre os anos 1961 a 1985. Após mais de duas décadas de trabalho na Universidade de São Paulo, Novais transferiu-se para Campinas, no interior de São Paulo. No ano seguinte a sua saída da USP, migrou para o Instituto de Economia (IE) vinculado a Universidade Estadual de Campinas (UNICAMP). Permaneceu na instituição até o ano de 2003. Após a saída da Unicamp, integrou o corpo docente da  Faculdades de Campinas (FACAMP).
No ano de 1996, publicou em colaboração de Carlos Guilherme Mota, A independência política do Brasil. Foi o organizador geral da coleção História da vida privada no Brasil, lançada em quatro volumes pela editora Companhia das Letras em 1997, que reuniu trabalhos de renomados historiadores contemporâneos brasileiros - considerado um dos principais clássicos da historiografia brasileira.
Lecionou na Universidade do Texas por duas vezes e participou de diversos debates e seminários em outras universidades americanas, como a de Columbia e a da Universidade da Califórnia.
Na França, deu cursos no Institut des Hautes Études de l'Amérique Latine, ligado à  Universidade de Paris III (Sorbonne Nouvelle); na Bélgica, na Universidade de Louvain; e, em Portugal, nas universidades de Coimbra e de Lisboa, onde residiu um ano quando realizava pesquisas para sua tese de doutorado.

## Principal obra
A obra de maior repercussão historiográfica de Fernando Novais é a sua tese de doutorado, Portugal e Brasil na crise do Antigo Sistema Colonial (1777-1808), defendida em 1973. Por seu caráter inovador na análise do comércio e da administração coloniais em seus aspectos mais intrincados, lançou as bases para uma nova compreensão das relações entre Metrópole e Colônia.
A obra, vista como um clássico que mudou a historiografia no país, Portugal e Brasil na Crise do Antigo Sistema Colonial continua gerando debate entre historiadores; ao analisar a colonização portuguesa no Brasil, Novais expande a interpretação de Caio Prado Júnior em Formação do Brasil Contemporâneo. Caio Prado via a colonização como um ‘capítulo’ da expansão do capitalismo comercial, enquanto Novais a relaciona com o processo mesmo de formação deste capitalismo e as transformações vividas no centro do sistema
Com a reformulação dos currículos do ensino básico de história na década de 1980, a interpretação de Novais sobre a crise do sistema colonial reinou hegemônica nos livros didáticos por cerca de duas décadas; até que algumas contestações começaram a surgir, vindas especialmente de um grupo de historiadores do Rio de Janeiro. Um dos principais livros que contestam Novais é “O antigo regime nos trópicos: a dinâmica imperial portuguesa (séculos XVI-XVIII)”, de João Fragoso (Joao Luis Ribeiro Fragoso), Maria Fernanda Bicalho (Maria Fernanda Baptista Bicalho) e Maria de Fátima Gouvêa (Maria de Fatima Silva Gouvea), publicado em 2001, nesta obra se questiona o fato de a complexidade das hierarquias sociais não ter ganhado a devida atenção na obra de Novais.

## Discípulos
Novais lecionou por cerca de quatro décadas em instituições superiores de ensino, tendo formado ao menos duas gerações de historiadores, seguidores da “escola novaisista”. Entre eles os principais discípulos do historiador Fernando Novais destacam-se a professora da Universidade de Paris (Sorbonne) Laura de Mello e Souza e o professor da Universidade Estadual Paulista (USP) Pedro Luís Puntoni.

## Livros
- Portugal e Brasil na Crise do Antigo Sistema Colonial (1777-1808) (2ª ed., 2019, Ed. 34), Editora HUCITEC.1979.[1][23][24]
- História da Vida Privada no Brasil – Cotidiano e Vida Privada na América Portuguesa, Companhia das Letras lançado em 1997 e relançado em 2019.[25][26]
- Aproximações, Estudos de História e Historiografia, Cosac Naify, 2005.[23][27]

## Prêmio
Em dezembro de 2010, foi agraciado com a comenda da Ordem do Ipiranga pelo Governo do Estado de São Paulo. Na cerimônia, a honraria foi entregue pelo então governador de São Paulo Alberto Goldman (PSDB).